# Лепетухин, Александр Петрович
Александр Петрович Лепетухин (2 мая 1948, Николаевск-на-Амуре, Хабаровский край, РСФСР — 11 июля 2016, Хабаровск, Российская Федерация) — советский и российский художник, писатель и педагог, заслуженный художник Российской Федерации.

## Биография
Представитель рода украинцев, переселившихся на Дальний Восток с Украины в 1880-е гг.
В 1971 г. окончил художественно-графический факультет Хабаровского педагогического института. Дипломная работа — серия театральных плакатов (руководитель А. В. Гуриков).
Являлся одним из лидеров в области живописи, графики и книжной иллюстрации на Дальнем Востоке. Его произведения хранятся во многих художественных музеях Сибири и Дальнего Востока. Его произведения экспонировались в США, Испании, Германии, Японии, Китае. Произведения хранятся в коллекциях Музея изобразительных искусств Еврейской автономной области, Приморской картинной галереи, Музея изобразительных искусств (г. Комсомольск-на-Амуре); Музейно-выставочного центра Забайкальского края (г. Чита), Сахалинского областного художественного музея, Дальневосточного художественного музея (г. Хабаровск), Одесского художественного музея.
Активно занимался творческой и выставочной деятельностью с 1971 г. Начинал как живописец, со временем увлекся станковой графикой. Автор графических циклов «Путь», «О любви», «Сказки», «Амур», «Из детства», «Рисунки с левого колена», «Портреты художников». На этой творческой базе были организованы серии выставок в Дальневосточном художественном музее г. Хабаровска, в Областном художественном музее (г. Чита), Камчатском областном художественном музее (г. Петропавловск-Камчатский) и других музеях и галереях. Цикл «Путь» – один из самых ярких и многозначных. Александр Петрович рассчитывал закончить его за 3,5 года – время проповеди Христа на земле обетованной, но начав работать над ним, уже не смог остановиться. Искусствовед Третьяковской галереи Марина Петрова писала художнику: «Мне очень нравится, что ваши листы – не иллюстрации, что вы передаете дух сюжета, воссоздаете какую-то особую, мистическую атмосферу происходящего и переводите события земной жизни ХРИСТА на уровень его деяний, уходит из работ конкретика и репортажность». Двести работ цикла вошли в изданный в 2021 г. альбом "Путь", который получил диплом II степени "Лучшая иллюстрированная книга" на XVII Открытом конкурсе "Просвещение через книгу" Издательского Совета Русской Православной Церкви.
Активно занимался педагогической деятельностью в должности доцента кафедры изобразительного искусства.
Дважды избирался в правление Хабаровской краевой организации «Союз художников России», являлся членом краевого выставочного комитета, входил в состав жюри международного конкурса «Новые имена». Автор ряда статей об искусстве журнала «Словесница искусств», вел рубрику «Душа и творчество» в газете «Тихоокеанская звезда». Братству дальневосточных художников посвящена его книга  "Вчера, сегодня, всегда.. : очерки, воспоминания, эссе о художниках и художественной жизни" (2015).

## Награды и звания
2001 - Знак "За достижения в культуре"
2007 - Всероссийская литературная премия им. П.Ершова I степени за книгу «Хехцирские сказки» 
2008 - Памятный знак Губернатора Хабаровского края «150 лет Айгунского договора. За заслуги» 
2014 - Заслуженный художник Российской Федерации 

## Документальный фильм о художнике
"Путь Александра Лепетухина"   (документальный фильм Анны Самойловой, ООО "Дальневосточная киностудия", Хабаровск)
"Репортаж из рая" (документальный фильм Анны Самойловой, ООО "Дальневосточная киностудия", Хабаровск)

## Блог с избранными работами
http://blogs.pravostok.ru/alepetukhin/kartiny/cikl-put/

## Книжная иллюстрация
- Лепетухин А. П. Хехцирские сказки : смешная и правдивая история дружбы сказочных зверей и двух девочек : [для детей и юношества] / Александр Лепетухин ; [ил. авт.]. - Москва : Московские учебники-СиДипресс, 2011. - 62, [5] с. : цв. ил. ; 28 см.. - (Некоммерческая семейная библиотека Фонда поддержки молодежных инициатив "Татьянин день")
- Хармс Д. И. Сказки. Загадки. Случаи. Стихотворения. Страшные и очень страшные истории / Даниил Хармс ; сост. Мария Шмакова худож.: Александр Лепетухин [и др.]. - Хабаровск : Пилигрим, 2009. - 123, [4] с. : цв. ил. ; 22 см.
- Лепетухин А. П. Новые Хехцирские сказки  / Александр Лепетухин ; [ил. авт.]. - Хабаровск: Частная коллекция, 2008. – 64 с.
- Ехала деревня мимо мужика : Рус. нар. песни, загадки, пословицы, небылицы для детей дошк. и мл. шк. возраста / Сост. С.И. Красноштанов ; Худож. А.П. Лепетухин. - Хабаровск : Кн. изд-во, 1989. - 30, [3] с. : цв. ил. ; 26 см.

## Выставки
- Хабаровск - 1971-1975, 1989 (Картинная галерея им. Федотова), 1993 (ДВХМ), 1995, 1996 (Картинная галерея им. Федотова), 1997, 1998 (Картинная галерея им. Федотова), 1999, 2001 (ДВХМ), 2002 (ДВХМ), 2003 (ДВХМ), 2003 (Картинная галерея им. Федотова), 2005 (3), 2006 (Картинная галерея им. Федотова), 2008, 2010, 2013, 2014 (Картинная галерея им. Федотова), 2016 (ДВХМ), посмертно: 2018 (3), 2021
- Москва – 1975, 2004, 2009, 2021
- Чита – 1980, 1989, 2010
- Владивосток – 1985, 1994, 2003
- Якутск – 1990
- Комсомольск-на-Амуре – 1982, 2001 (КОХМ), 2003 (КОХМ), 2007
- Сиэтл (США) - 1997
- Паломос (Испания) – 2001
- Петропавловск-Камчатский – 2003, 2015
- Магадан – 2004 (МОХМ)
- Китай – 2005, 2006
- Германия – 2006
- Южная Корея – 2007
- Биробиджан – 2008
- Южно-Сахалинск – 2008
- Барнаул – 2010
- Якутск – 2011
- Сургут – 2011
- Анадырь – 2012
- Улан-Удэ – 2013
- Гонконг – 2017 (посмертно)